# سلالة (2017)
 للشعب (بالإنجليزية: Dynasty)‏ هي مسلسل درامي أميركي تم بثه ذا سي دبليو منذ 11 أكتوبر 2017.

## روابط خارجية
- سلالة على موقع IMDb (الإنجليزية)
- سلالة على موقع ميتاكريتيك (الإنجليزية)
- سلالة على موقع روتن توميتوز (الإنجليزية)
- سلالة على موقع نتفليكس (الإنجليزية)
- سلالة على موقع فيلمافينيتي (الإسبانية)
- سلالة على موقع كينوبويسك (الروسية)
- سلالة على موقع ألو سيني (الفرنسية)
- سلالة على موقع قاعدة بيانات الفيلم (الإنجليزية)